# Église Saint-Sixte de Saint-Martin-de-Beauville
Pour les articles homonymes, voir Église Saint-Sixte.
L'église Saint-Sixte est une église catholique située à Saint-Martin-de-Beauville, en France.

## Localisation
L'église Saint-Sixte est située au hameau Saint-Sixte, sur le territoire de la commune de Saint-Martin-de-Beauville, dans le département français de Lot-et-Garonne.

## Historique
La paroisse dépendait du prieuré de Cauzac. Les droits de l'abbaye de Saint-Maurin sur Saint-Sixte et son annexe, Gandaille, ont été reconnus en 1253, par Guillaume, évêque d'Agen.
L'église Saint-Sixte possède un chœur voûté en plein cintre pouvant dater du XIe siècle, d'après Georges Tholin. 
Deux chapelles ont été construites du côté de l'Évangile (côté nord) de la nef :
- la première, dédiée à Notre-Dame, est une chapelle seigneuriale construite  au XVe siècle,
- la seconde, dédiée à saint Roch, édifiée au XVIIIe siècle au sud du chevet et où s'était établie la confrérie de Saint-Roch. Elle est transformée en sacristie au XIXe siècle.

## Description
Le chevet est plat. Le chœur est voûté en berceau. Les supports de l'arc triomphal sont dépourvus de sculptures. La nef unique est simplement lambrissée.
La chapelle seigneuriale est voûtée d'ogives. La chapelle Saint-Roch est lambrissée.
Le clocher-mur forme un pignon triangulaire au-dessus de la façade occidentale percé d'une arcade.
L’église conserve des vestiges de peintures et de gravures.
L'édifice est inscrit au titre des monuments historiques le 13 janvier 2000.

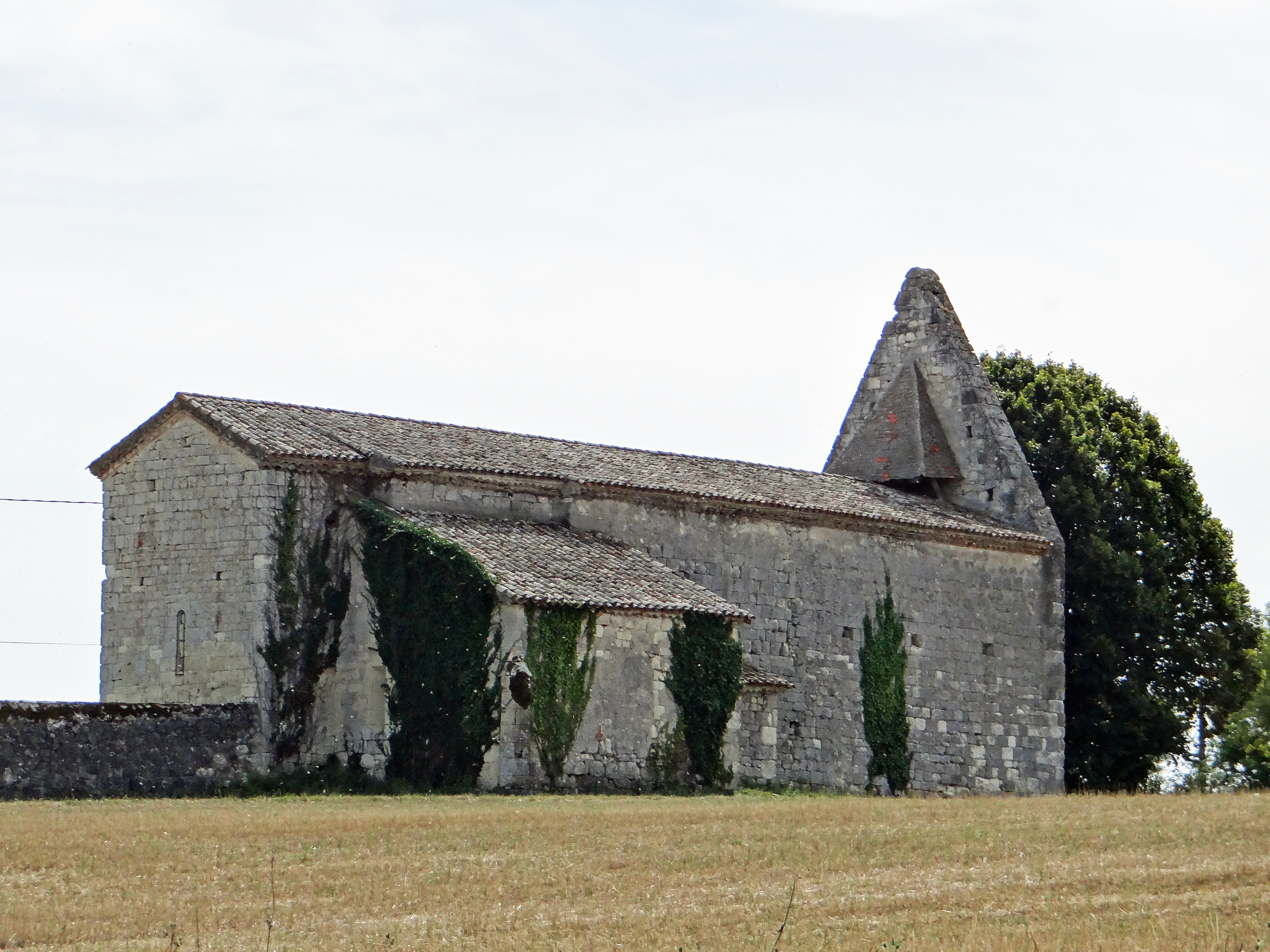
Côté nord de l'église vue du chevet
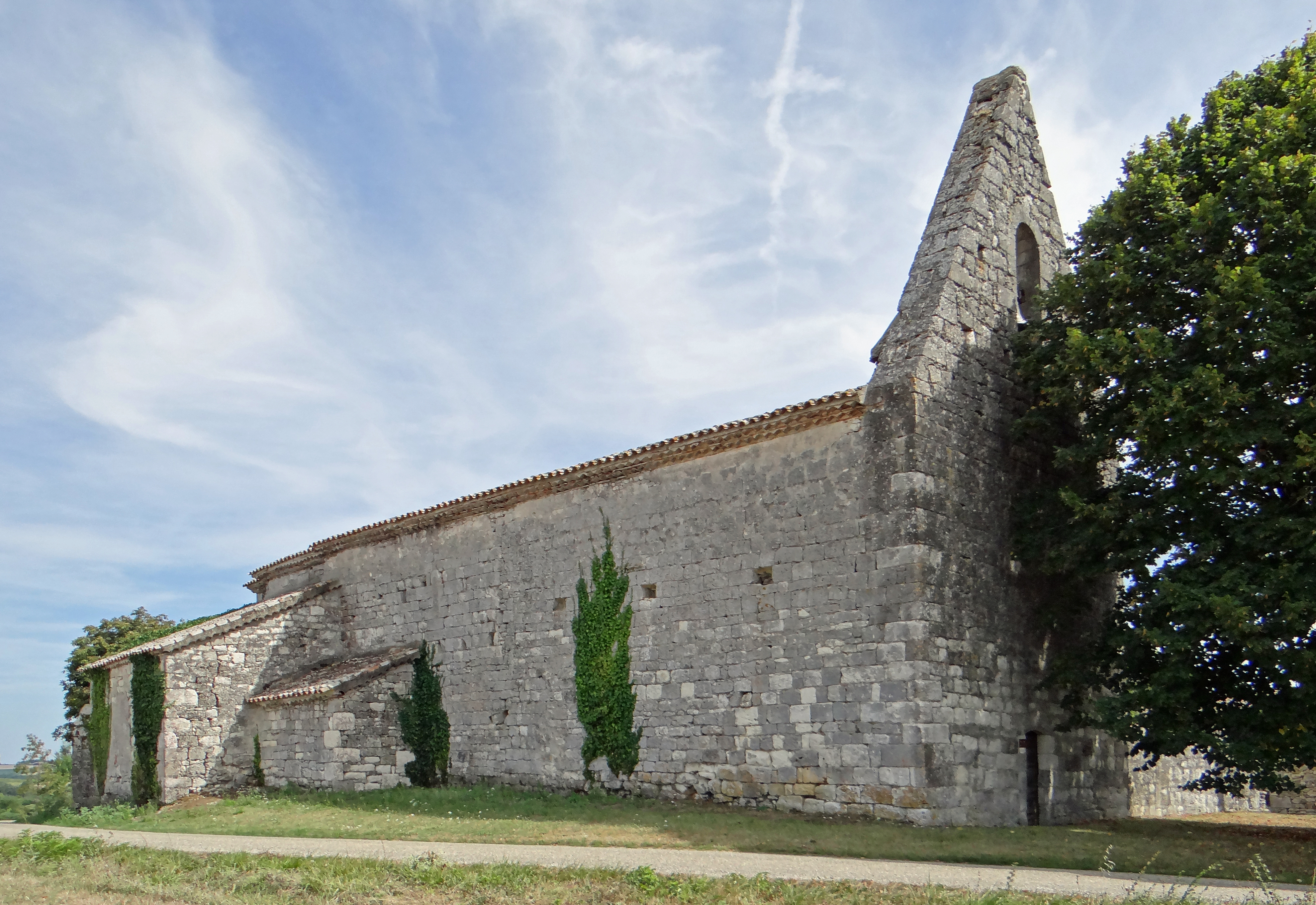
Côté nord de l'église depuis la façade occidentale